# 袁运开
袁运开（1929年2月12日—2017年4月12日 ），男，江苏南通人，中國教育家、科学史家。曾任华东师范大学副校长、校长。

## 生平
袁运开毕业于江苏省南通中学，1947年考入浙江大学理学院物理系学习。1951年8月起任教于华东师范大学，期间在该校随冯契教授进修哲学。1994年，袁运开受教育部委派，作为高级访问学者赴美国斯坦福大学和哈佛大学进行比较高等教育的合作研究。

## 民选校长
20世纪70年代末，时年49岁的袁运开经过群众民主推荐，被作为副校长候选人上报中国教育部审批，1979年8月，袁运开被教育部正式任命为华东师范大学副校长。这是全国高校第一位民选的副校长，对当时中国大陆高校改革产生了深远影响。